# Meno (matematica)
Il simbolo meno (dal latino minus, avverbio che significa, appunto, "meno") è un comune carattere tipografico di tipo matematico-scientifico, come anche il più, il per e il diviso; esso è graficamente costituito soltanto da una lineetta orizzontale.

## Utilizzo
Il simbolo meno può assume significati differenti a seconda di dove esso compare:
- in matematica, esso indica il concetto di diminuzione. Quando da un numero ne viene sottratto un altro, il meno viene interposto tra le due cifre, di cui la prima si chiama "minuendo" e la seconda "sottraendo", dando così una sottrazione; quanto segue fa da esempio a ciò che è stato detto sopra: m − n = q.
- in insiemistica, il segno meno posto come apice su una lettera maiuscola può significare che dell'insieme indicato si considerano solo i valori negativi: {\displaystyle \mathbb {Z} ^{-}=\left(-\infty ;0\right)}.
- Infine, in chimica, il meno può indicare solo un anione, ovvero uno ione negativo; esso si pone come apice destro sopra al simbolo di un elemento chimico che ha assunto degli elettroni in più rispetto alla sua forma neutra. Un esempio di ciò è la seguente scrittura: NaCl → Na+ + Cl−.

## Codifica del carattere
| Lettura       | Carattere | Unicode | ASCII | URL | HTML (altri)                 |
| ------------- | --------- | ------- | ----- | --- | ---------------------------- |
| Meno          | −         | U+2212  |       |     | &minus; o &#x2212; o &#8722; |
| Trattino-meno | -         | U+002D  | -     | %2D |                              |

I simboli del più, del meno e del trattino-meno

Il segno meno dell'Unicode è progettato in modo da avere la stessa lunghezza ed altezza del più e del segno di uguale. In molti set di caratteri questi simboli hanno lo stesso peso delle cifre in maniera tale da facilitare l'allineamento dei numeri nelle tabelle.
Il simbolo trattino-meno (-) è la versione ASCII del segno meno e vale anche come trattino. È normalmente più corto del segno più e talvolta ha un'altezza differente. Può venir utilizzato al posto del vero carattere meno quando il set di caratteri è limitato all'ASCII.